# 第2教育連隊
第2教育連隊（だいにきょういくれんたい、2nd Traning Regiment）は、陸上自衛隊相浦駐屯地に駐屯していた第3教育団隷下の教育部隊である。

## 概要
自衛隊発足当時、各方面隊にはそれぞれ独自に中隊規模の新隊員教育隊が編成されていたが、教育内容の不斉一や運用上の不都合などの問題から、これらの教育隊を統合し教育連隊が編成される事となった。その流れを組んで編成されており、主に西部方面隊管内の新隊員（2等陸士）の前期教育を担任していた。1969年（昭和44年）8月、第118教育大隊への改編に伴い廃止となった。

## 沿革
第8新隊員教育隊
- 1954年（昭和29年）7月5日：第8新隊員教育隊が針尾駐屯地において編成完結。
- 1955年（昭和30年）10月21日： 相浦駐屯地開設により、第8新隊員教育隊が針尾駐屯地から相浦駐屯地へ移駐。

第2教育連隊
- 1959年（昭和34年）8月13日： 第8新隊員教育隊（相浦駐屯地）が第2教育連隊へ改編。第3教育団（別府駐屯地）の隷下部隊となる。
- 1969年（昭和44年）8月1日：第2教育連隊（相浦駐屯地）が第118教育大隊への改編に伴い廃止[1]。

## 歴代の連隊長
| 代 | 氏名       | 在職期間                        | 前職                                    | 後職                   |
| -- | ---------- | ------------------------------- | --------------------------------------- | ---------------------- |
| 01 | 舟津円之助 | 1959年08月13日 - 1962年07月31日 | 第5陸曹教育隊長                         | 第3教育団本部付        |
| 02 | 下薗秀男   | 1962年08月01日 - 1965年03月15日 | 自衛隊宮崎地方連絡部長                  | 健軍駐とん地業務隊長   |
| 03 | 角口憲基   | 1965年03月16日 - 1967年07月16日 | 陸上幕僚監部法務課法務班長              | 自衛隊大分地方連絡部長 |
| 末 | 梅田陸善   | 1967年07月17日 - 1969年07月31日 | 陸上自衛隊富士学校機甲科教育部 戦術班長 | 西部方面総監部総務課長 |